# Ruée vers l'or du Montana
La ruée vers l'or du Montana est une des ruées vers l'or qui ont eu lieu aux États-Unis après la panique de 1857, événement qui avait fait flamber les cours de l'or. Elle débute en 1862 et monte en puissance dans les deux années suivantes.

## Histoire
De l'or avait été découvert dans le Montana dès 1852, par Francois Finlay, venu de Californie, mais sans être suivi par d'autres prospecteurs. La ruée vers l'or du Montana ne commencera qu'une dizaine d'années plus tard. Le 28 juillet 1862, des prospecteurs menés par John White découvrent de l'or dans une rivière, près de Bannack, qui est fondée en 1862 comme première capitale territoriale du Montana, qui n'est alors pas encore un État. La ville est nommée d'après les Bannocks, une tribu amérindienne locale. Elle atteint rapidement une population de 3 000 habitants et embauche en janvier 1863 un shérif du nom de Henry Plummer. Il y avait trois hôtels, trois boulangeries, trois forgerons, deux écuries, deux boucheries, une épicerie, un restaurant, une brasserie, un hall de billard, et quatre saloons. C’est ensuite en 1863 que l’on découvrit de l’or le long de l’Alder Gulch. Quelques semaines plus tard, la ville de Virginia City était née, attirant des milliers de mineurs et aussi une bande de brigands, qui commit quelque 190 meurtres en six mois. Pour se défendre, les habitants avaient dû créer une milice. Le secteur accueille bientôt 10 000 prospecteurs. Calamity Jane y a résidé quelque temps.
D'autres villes-champignons apparaissent, pas seulement dans le Montana, permettant d'exporter pour 100 millions de francs d'or : Gallatin City, Montana City, La Barge City, Hangtown, Hell Gate, Fort Owen, Fort Colin et Mullan Pass. Helena est fondée le 30 octobre 1864 après la découverte d'un gisement de sable aurifère dans la région. La ville comptera en 1888 cinquante millionnaires en dollars, la plus forte concentration au monde. Le Territoire du Montana est créé en 1864 un an après celui de l'Idaho voisin, et il deviendra un état en 1889, cette fois un an avant l'Idaho.
La ruée vers l'or du Montana a pris de l'ampleur en 1864 et 1865 quand des soldats confédérés, qui faisaient partie de l'Armée confédérée du général Sterling Price, bénéficiant d'une amnistie, à la condition qu'ils quittent la zone de combat, sont arrivés dans le Montana, alors que la guerre civile n'était pas encore terminée. Après plusieurs défaites les armées du sud étaient désintégrées mais il y avait encore plusieurs bandes de rebelles qui étaient difficiles à chasser. En 1870, l'or s'épuise à Bannack, qui en 1874 n'a plus qu'une population de quelques centaines de personnes mais bâtit cependant une école en 1875. Les derniers habitants sont partis dans les années 1970. La ville est aujourd'hui en ruine.
Virginia City est une des rares villes de la ruée vers l'or du Montana qui aient été restaurées, sur la route de Yellowstone au parc de Glacier. Lors du recensement de 2010, sa population a été estimée à 190 habitants. Elle est demeurée le chef-lieu du comté et une bonne vingtaine de maisons anciennes ont été restaurées ou reconstruites et peuvent être visitées.
L'extraction cuprifère fit, par la suite, la richesse de l'État, grâce aux gisements d'argent et de cuivre. L'Anaconda Copper Company créé en 1881, lorsque Marcus Daly acheta une petite mine d'argent nommée Anaconda, près de Butte puis s'associa à George Hearst, le père du futur magnat des médias William Randolph Hearst et découvrit un énorme gisements de cuivre vers lequel il fit venir une ligne de chemin de fer, après avoir racheté les concessions des autres mineurs. En 1884, il a été le premier à promouvoir l'utilisation du convertisseur de Pierre Manhès. De 1892 à 1903, la mine d'Anaconda fut le premier producteur mondial de cuivre, faisant la fortune de la petite ville-champignon de Butte.